# باف بهاجي
باف بهاجي هو طبق من ماهاراشترا،الهند. يتكون من خبز وخضرات مشكلة.